# Сейф (группа)
Сейф — советский и российский музыкальный коллектив.

## История

### 1980-е

Сейф — 1989
слева на право: Сергей Караваев, Иван Бекетов, Сергей Шамин, Николай Ковалёв, Юрий Петров

Группа «Сейф» образовалась в конце 1980-х годов в Палехе — центр русской лаковой миниатюры. Художественная среда, в которой «варились» молодые модники Николай Ковалёв, Сергей Караваев, Иван Бекетов, Сергей Шамин и Юрий Петров, а также их увлечение  фильмами А. Тарковского и его приезд в Палехское художественное училище (в котором учились трое из коллектива), во многом повлияли на творческое становление группы.
В 1989 году «Сейф» вступает в только что организованную «Ассоциацию ивановских музыкантов» (аналог Рок-клуба) и сразу становится одним из наиболее ярких коллективов Ассоциации, активно участвует в её концертах и фестивалях.

### 1990-е
В начале 90-х группа выбирает для себя иную форму существования — раз в год музыканты собираются, чтобы записать новый альбом в собственной студии «Safe Records», и сыграть пару концертов, остальное же время реализовываются в основных профессиях (Ковалёв, Бекетов и Петров — как художники, Караваев — как врач). По признанию музыкантов, именно финансовая независимость от музыки позволила им сохранить творческую независимость.
Музыкальный стиль группы, начавшись с «новой волны» 80-х, видоизменяется на протяжении трёх десятков альбомов, но при этом остаётся узнаваемым, во многом благодаря своеобразным поэтическим текстам. В музыке, то появляются элементы регги, то трип-хопа, то джаза, то латиноамериканских ритмов, то этники. Основные авторы песен Николай Ковалёв и Сергей Караваев.
Одно время музыканты называли свой стиль «Slow dive» (Медленное погружение) в честь одной из песен Siouxsie and the Banshees, имея в виду постепенное познание мира до самых его глубин, и предлагали так же постепенно погружаться в музыку группы. Затем появилось ещё одно определение стиля, в виде ироничной расшифровки названия — СЕЙФ, как Самобытный Експериментальный Йнди Фьюжн. Весной 2014 года Николай Ковалёв в интервью, посвящённому выходу нового альбома, заявил, что всё, что делала группа «Сейф» ранее и делает сейчас — это «Новый декаданс».

### 2000-е
Постепенно вокруг коллектива образуется независимое творческое объединение «Сейф». Объединение устраивает различные культурные и художественные акции, снимает любительские художественные фильмы: «Упадание» 1999 года, по мотивам «Старухи» Д. Хармса и «Тот берег» 2000 по собственному оригинальному сценарию (сценарий и постановка Николай Ковалёв и Алексей Жиряков).
Во время съёмок Ковалёв творчески сближается с давним знакомым — художником и музыкантом Михаилом Ларионовым, сыгравшим в фильме «Упадание» «хармсовскую старуху». И когда на рубеже веков состав «Сейфа» обновляется, Ларионов привносит в группу элемент эксцентрического шоу, используя на концертах «немузыкальные» инструменты: трёхлитровую банку, водопроводный кран, пластмассовую лейку…
Так же в обновлённый состав вошли: дочь Михаила — Маша (перкуссия, духовая мелодика, труба), Татьяна Свириденко (клавишные, бэк-вокал) и Павел Бахарев (барабаны). В этом составе «Сейф» много выступает. «Мы за один этот год дали больше концертов, чем за всю предыдущую историю группы», — делится Николай Ковалёв в интервью в конце 2005 года.
В августе 2005 года «Сейф» побеждает на фестивале-конкурсе «В отрыв!», проходившем в Иваново на аэродроме «Южный». Фестиваль сопровождался происшествием около сцены.
«…За порядком на фестивале следили десантники и бойцы ОМОНа. Примерно на экваторе действа за сценой один из омоновцев внезапно упал на землю, разбив при падении в кровь голову. Омоновцу помог бас-гитарист палехской группы „Сейф“ Сергей Караваев, который вообще-то работает врачом-реаниматологом в 4-й ивановской городской клинической больнице…»
из статьи «Лечи музыкант!» газета Хронометр-Иваново 35 (364) от 30.08.2005
В это время группа записывает две разноплановые пластинки «Час таинства» 2004 и «Периферийное зрение» 2005. Презентация последней сопровождается одноименной фотовыставкой и перформансом. Тематика песен «Периферийного зрения» — истории реальных людей, а саунд насыщен шумами, окружающими человека — от звука работающего принтера, до звяканья столовых приборов.
Музыкальный критик Старый Пионэр написал неожиданную по форме рецензию на альбом — в виде реппового спича:
«…И если уж сравнивать с чем-то „Периферийное зрение“,
То не стоит копаться в рокерах с остервенением.
Пример поможет найти обычное чтение —
Возьмите книжку Андрея Платонова, русского гения.
Николай Ковалёв в песне продолжил традицию
Великой прозы о русской провинции.
Может быть, Чехов ещё прошёл рядом,
Но у Чехова легче всё на порядок.
А глубинка русская — самогон и патроны.
Нет, это не Чехов — это Ковалёв и Платонов…»
из рецензии Старого Пионэра на альбом «Периферийное зрение».
Хитом становится «Первое дежурство участкового Клочкова» — реальная история первого дежурства реального участкового по фамилии Клочков. Песня издаётся рекорд-компанией Bomba-Piter inc. на сборнике «Охота — 19», а также выходит отдельным макси-синглом «Дежурство участкового Клочкова». По сути, самостоятельная пластинка из 9-ти композиций, посвящённых единому персонажу.
В ноябре 2006 «Сейф» принимает участие в третьем фестивале независимой музыки «Территория Rock», где участвует так же группа «Гражданская Оборона» и несколько менее известных коллективов.
В 2007 году «Сейф» записывает юбилейную пластинку «Миноры весны».
«…Великолепная „Марихуана“, три трека из очень старого и самого концептуального, а затем… Восемь натурально сказочных треков, которые один за другим, логично, без пауз закручивают внутреннюю пружину, которая высвобождает весь кайф аккурат на „Мастодонте“…»
из рецензии Павлова в газете «Я&».
5 октября 2007 года, за месяц до готовящегося юбилейного концерта к 20-летию группы, внезапно уходит из жизни Михаил Ларионов. С трудом оправившись от утраты, «Сейф» всё же делает юбилейный концерт, привлекая музыкантов из других групп и джазового оркестра Юрия Стрепетова. Концерт посвящается Михаилу Ларионову.
Сотрудничество с музыкантами джазового оркестра Ю. Стрепетова продолжилось в виде совместной концертной программы и подготовки материала для нового альбома.
Весной 2009 года «Сейф» презентует новый альбом «Долгий и горячий». Тематика альбома — Любовь и Страсть. В оригинальные песни «Сейфа» вплетены текстовые цитаты разных авторов, красиво написавших, по мнению группы, о Любви и Страсти. Спектр выбранных авторов широк и разнообразен — от Вертинского до питерской группы «Полюса», которая в качестве специального гостя выступает на концерте-презентации.
В июне группа участвует в первом рок-фестивале «Антифабрика» на одной сцене с группами «Моральный кодекс», «Чёрный кофе», «Харизма», а также Дмитрием Четверговым и другими.
В августе т/о «Сейф» организует в Палехе двухдневный международный фестиваль искусств «В поисках утерянного Рая. Яблочный Спас». В один из дней фестиваля «Сейф» ре-презентует отреставрированную версию своего первого художественного фильма «Упадание». Затем в течение года концерты группы проходят в виде кино-музыкальных вечеров (первое отделение фильм, второе — концерт).
23 августа 2009 группа «Сейф» делает «живое» выступление в прямом эфире радио «Маяк» — Иваново 104,2 FM в программе «Антифабрика 2010». Это первое «живое» исполнение музыки в истории радио Маяк — Иваново.

### 2010-е
В июне 2010 года группа участвовала в фестивале «Антифабрика — 2010», хэдлайнер группа «Кипелов». «Сейф» стал лауреатом фестиваля.
В августе 2010 года «Сейф» в рамках III международного фестиваля искусств «Яблочный спас» организовал вечер «Три неравные половины». Осенью «Сейф» участвовал в конкурсе пародий «Снять за 60 секунд» английской премии Jameson Empire Awards. (Суть конкурса — снять пародию, длительностью 60 секунд на известный фильм). Николай Ковалёв снял фантазию/пародию на сериал «Twin Peaks». Позже была смонтирована семиминутная версия «Twin Peaks: Crime and punishment», доступную на YouTube.
В декабре «Сейф» закончил работу над 30-м альбомом — «Все печали мира».
 «Все самые красивые песни — печальны. Печаль это не уныние, печалится или тосковать о чём-то, о ком-то — это красиво. Это значит не быть равнодушным. Это значит иметь что-то волнующее тебя в прошлом, что-то ценное в твоей жизни, то, куда ты хотел бы вернуться, то, что ты хотел бы прожить заново. А также это желание, ожидание и надежда на нечто прекрасное в твоём будущем».
из пресс-релиза.
Рок-журналист, радиоведущий Александр Краснов об альбоме «Все печали мира»:
«Альбом палехской группы Сейф „Все печали мира“ считаю одной из лучших пластинок, записанных на Ивановской земле в последние годы, а также лучшей в дискографии группы. Я просто уверен, что она должна быть услышана, поэтому, запускаю беспрецедентную акцию — в каждой моей программе на Радио России в течение января-февраля будут звучать песни из этого альбома».
Весной 2011 года «Сейф» записал совместный сингл «Время следить за небом» с поэтом и музыкантом Михаилом Карасёвым (автор песен проекта «Нечётный воин» группы «БИ-2»). В июне получил Гран-при на рок-фестивале «Антифабрика — 2011». Группа отдала свой приз (запись альбома в студии «Иван рекордс») двум ивановским группам.
В июле «Сейф» выступил на юбилейном 10-м рок-фестивале «Нашествие».
В декабре 2011 года вышел альбом «Имя музы». Альбом состоит из 9 песен, посвящённых 9 музам и одной, заглавной — песнь Аполлона.
В течение 2012 года «Сейф» участвует в ряде фестивалей, в том числе: «Старый Новый Рок» в Екатеринбурге, «Антифабрика» (Николай Ковалёв член жюри фестиваля), «Нашествие».
24 ноября 2012 года группа отмечает 25-летний юбилей большим сольным концертом и презентацией альбома-книги «Омут туманов». В книге представлены впечатления лидера группы — Николая Ковалёва от четвертьвекового путешествия в заводь звуков и образов. Повествование выстроено в хронологии написания альбомов, проиллюстрировано песнями и дополнено наиболее интересными фрагментами интервью. Звучит это литературно-музыкальное произведение 9 ч. 43 мин. 42 сек.
В начале 2013 года «Сейф» выпускает два сингла к новому, будущему альбому: «Снежные сани смерти» и «Цитируя дно». Бонус-треками к синглу «Цитируя дно» стали (что весьма необычно для группы) каверы на «Creep» Radiohead и «Heaven» Depeche Mode. Необычность этих кавер-версий в том, что Николай Ковалёв сделал русскоязычную поэтическую адаптацию текстов. Песня «До самого неба (cover Heaven — Depeche mode)» была выложена в Интернет 9 мая, ко Дню рождения Дэвида Гаана.
Летом 2013 года «Сейф» участвует в ряде фестивалей, в том числе: «Окна открой» в Санкт-Петербурге, «Первый гитарный фестиваль» в Плёсе, «Sea Jam. Морская капуста» в Сочи.
В начале декабря на официальных страницах группы в соц. сетях появилось сообщение, что работа над новым альбомом закончена, но материал стал «заложником» вышедшего из строя жёсткого диска.
Альбом «Кувшинок бледных хоровод» был восстановлен спустя полгода и презентован 16 мая 2014 года в рамках международной акции «Ночь музеев». Радио-презентация пластинки началась с 3 мая в авторской программе Александра Краснова «Музыкальный экспресс» на Радио России.
В июне 2014 года «Сейф» презентует новый альбом «Кувшинок бледных хоровод» в Израиле. Концерты прошли в Тель-Авиве и Хайфе.
Под конец 2014 года у «Сейфа» выходит видеоклип на песню «Седьмой океан». Сюжет клипа посвящён Палехскому искусству, как поясняют авторы, это своего рода подарок малой Родине. Премьера клипа состоялась 25 декабря в Центральном доме художника в рамках юбилейной выставки «Палех — Достояние России».
2 мая 2015 года «Сейф» выпустил двуязычный альбом под названием «The Safe». Пластинка условно поделена на синюю и красную стороны. На одной половине песни «Сейфа», переведённые на английский, на другой — английские песни в поэтической русскоязычной адаптации «Сейфа».
21 мая 2015 группа «Сейф» презентует новую пластинку в зале Ивановской государственной филармонии. Заболевшего накануне саксофониста Александра Леонова на концерте подменяет соло-гитарист Павел Бахарев (до 2013 года игравший в группе на барабанах). Далее Павел Бахарев, талантливый гитарист-импровизатор, продолжил выступать в составе группы. В июле 2015 «Сейф» выступил на третьем «Первом гитарном фестивале», в одной программе с ведущими российскими гитаристами.
В конце года «Сейф» выходит на сцену в качестве специального гостя на презентации альбома «16+» группы «БИ-2».
2 сентября 2016 года на страницах группы в соц. сетях появилось сообщение о скором выходе нового альбома «Сейфа» под названием «Несовершенен». Альбом вышел 19 ноября 2016. Лидер группы «Сейф» Николай Ковалёв о новой пластинке:
«Идеальность стремится к однообразной унификации, безликости, а наши несовершенства — напротив, делают нас уникальными, самобытными. Нужно принять несовершенство, как дар отличаться. И как только ты найдёшь в себе смелость принять несовершенство в себе, так сможешь принять его и в остальных. Наш альбом о мужестве признать свою уязвимость, как искренность, позволяющую открыться для любви, ведь именно в глазах любви твои отличия становятся превосходно особенными».
14 февраля 2017 года на страницах группы в Интернете появился анонс трибьют-альбома, который готовился к 30-летию «Сейфа».
23 февраля 2017 года к 30-летию группы «Сейф» вышел двойной трибьют-альбом «Отмыкая Сейф Трибьют», на котором музыканты разных стран перепели песни «Сейфа» в своей аранжировке.
В сентябре 2017 года на страницах группы в Интернете появились видеоролики, анонсирующие альбом «Круть!», выход которого запланирован на 9 декабря. Сборник лучших песен группы «Сейф». Трек-лист составлен по результатам специального опроса среди поклонников группы. Как сообщают музыканты, все песни специально для этой пластинки будут пересведены и заново отмастерены.
Под конец года у «Сейфа» вышли три видеоклипа: 23 ноября — сэлфи-клип на песню «Мечты, как крылья птиц»,, 5 декабря — ностальгический «Навсегда сейчас», с использованием архивных съёмок группы, 9 декабря — клип-ребус на песню «Полынь». Последний был презентован на сцене Ивановской филармонии на юбилейном концерте, посвящённом 30-летию коллектива.
4 февраля 2018 года на Радио Свобода вышла авторская программа Артемия Троицкого «Музыка на Свободе», хэдлайнером которой стала группа «Сейф». 18 февраля вышла видео-версия юбилейного концерта «Сейф. Круть! Live». 28 февраля вышел ролик, раскрывающий секреты клипа «Полынь». 16 марта Сейф" выступил в здании Ивановского ЖД вокзала. Концерт был приурочен к запуску скоростного поезда «Ласточка». В концерте также приняли участие группы «Холм с кулями», Юлия Чичерина. 11 июня «Сейф» выступил на открытии МКФ «Зеркало» им. Андрея Тарковского. 30 июня «Сейф» провёл в Палехе 10-й юбилейный музыкальный фестиваль «Молода и красива».
В августе 2018 года «Сейф» запустил на Ютубе проект «Это Палех».
8 октября «Сейф» выступил на презентации фильма «Критик». 27 декабря в рамках новогоднего выпуска «Это Палех» «Сейф» выпустил песню и клип «Эхом-Богом».
1 апреля 2019 года на канале НТВ вышел музыкально-детективный сериал Степана Коршунова «Вокально-криминальный ансамбль». Группа «Сейф» записала для этого фильма несколько песен, в том числе «На краю сердца», которая звучит в титрах.
17 апреля в рамках кино-клуба МКФ «Зеркало» им. Андрея Тарковского в кинотеатре «Лодзь» был представлен новый клип «Стоп Вор!» Сейф — Стоп Вор!. Песня написана для сериала «Вокально-криминальный ансамбль», но не вошла в финальный монтаж фильма. 19 мая на YouTube состоялась премьера нового альбома «На краю сердца». Песни, написанные группой «Сейф» для сериала «Вокально-криминальный ансамбль». 20 июля «Сейф» выступил в качестве одного из хэдлайнеров фестиваля «Русская Тоскания», где появился с новым барабанщиком Алексеем Морозовым, сменившим Александра Михайлова, впервые исполнил песню «Эхом-Богом». Сейф — Эхом-Богом (Live Русская Тоскания 2019)
3 августа «Сейф» провёл в Палехе XI фестиваль «Молода и красива».

### 2020-е
29 марта 2020 года вышел альбом «Суггестия ароматов».
9 октября 2020 года, к 80-летию Джона Леннона, группа выпустила русскоязычную версию «Imagine» под названием «Представь (Диктатор Сгинул)» с актуальным социальным текстом и анимационным видеоклипом.
12 августа 2021 года, вышел клип Big Bada Boom и было объявлено, что 2 сентября выйдет новый альбом «Фантастический день».
23 января 2022 года было объявлено, что «Сейф» выпускает альбом «Воробьиный твист», придуманный в 1987 году, а записанный в 2022.
8 февраля вышел клип «Свободный ручей». Съёмки были начаты в 1987 году, а продолжены в 2022. Пауза в 35 лет, по словам авторов, была необходима, чтобы сыграть себя в разном возрасте.
23 февраля, к 35-летнему юбилею группы, вышел самый первый альбом коллектива «Воробьиный твист», придуманный в 1987 году, а записанный в студии лишь в 2022..
3 августа группа сообщила, что продолжает работать в студии над записью своих первых, не записанных альбомов, и представила клип «Одиночество» из предстоящего альбома «Опавший день», придуманного в 1988 году, но не записанного тогда по техническим причинам. Для клипа использованы самые первые съёмки концертного выступления группы «Сейф». Брейк-данс танцует Олег Кузнецов. 2 сентября вышел альбома «Опавший день».
6 ноября вышел клип «Выстрел Каракозова». 11 декабря вышел клип «Канава», кавер-версия антивоенной песни группы «Звуки Му». В клипе использованы фрагменты фильма Чарли Чаплина «На плечо!». Некоторые кинокритики считают эту картину первым антивоенным фильмом в истории мирового кино.

«На плечо!» был первым в истории кино подлинно антивоенным художественным фильмом.
— А. В. Кукаркин. Чарли Чаплин. — 2-е изд. — М.: Искусство, 1988. — С. 60—62.
6 января 2023 года вышел клип «Дышать!», который группа посвятила всем, кто был вынужден уехать из своей страны. 8 февраля вышел сингл «Последний человек», кавер-версия песни группы БИ-2 из сайд-проекта «Нечётный воин — 5». Песня посвящена 70-летию Михаила Карасёва, который является автором всех песен «Нечётного воина».
23 февраля 2023 года на лейбле «Бомба-Питер» вышел альбом «Во внутренней эмиграции».
9 июля 2023 группа «Сейф» выступила на международном блюзовом фестивале Suzdalblues.
22 августа 2023 года вышел клип «В переулках» В Переулках, который анонсировал выход альбома «Время голодных снов». Третьего в дискографии (не записанного в студии) альбома группы «Сейф». Для клипа были использованы съёмки группы конца 80-х.
2 сентября 2023 года вышел альбом «Время голодных снов».

Продолжаем закрывать гештальт в нашей дискографии. «Время Голодных Снов» третий альбом группы СЕЙФ (первые два «Воробьиный Твист» и «Опавший День» выходили в прошлом году). Он был придуман во второй половине 1988 года, но не записан в студии за неимением у нас тогда такой возможности. Все сохранившиеся архивные материалы были прослушаны, просмотрены, прочитаны, проанализированы, по необходимости отредактированы, дописаны, доаранжированы. И, наконец, альбом был записан в студии.
— Лидер группы «Сейф» Николай Ковалёв  на своей странице в VK
В сентябре 2023 года кавер-версия группы «Сейф» на песню Андрея Петрова из кинофильма «Человек-амфибия» становится одной из победительниц Всероссийского конкурса композиторов им. А. Петрова, в номинации «Андрей Петров 21 века». Лидер, и вокалист группы «Сейф» Николай Ковалёв исполняет её в сопровождении камерного оркестра под руководством Владимира Кирасирова. СЕЙФ feat. оркестр В.Кирасирова — Уходит Рыбак (из к/ф Человек-амфибия).
24 декабря 2023 года на лейбле Балт-Мьюзик вышел сингл группы «Сейф» «Уходит рыбак (песни из фильма Человек-амфибия)». Кроме заглавной песни, на сингле так же имеется кавер-версия второго хита из кинофильма «Человек-амфибия», песня «Эй, моряк!» в акустической версии исполнения..
31 декабря 2023 года в рамках проекта Это Палех состоялась премьера сингла «Мы хоти танцевать». Авторское прочтение группой «Сейф» хита группы «Кино».
15 апреля 2024 года к 75-летию Аллы Пугачёвой на лейбле Балт-Мьюзик вышел сингл «Соломинка», кавер-версия песни Аллы Пугачёвой из альбома 1982 года «Как тревожен этот путь» . Так же вышел клип Сейф - Соломинка (cover Алла Пугачёва) на эту песню, выполненный в традиции Палехской лаковой миниатюры. Выход одноимённого альбома запланирован на 28 апреля 
23 февраля 2025 года вышел альбом «Улица Мира». Предварялся он рождественским синглом «В бездонном заполночном зале».

## Общественная позиция
24 февраля 2022 года лидер группы «Сейф» Николай Ковалёв выступил против вторжения России на Украину, подписав петицию Льва Пономарёва с требование «Немедленного прекращения огня со стороны Вооружённых сил России, и их немедленного вывода с территории суверенного государства Украина», а так же подписал «Открытое письмо российских работников культуры и искусства за мир в Украине».

## Изменения состава
| 1987 | - Николай Ковалёв — вокал, гитара, бас, клавиши, песни - Сергей Караваев — гитара, бас, бэк-вокал, клавиши, песни - Иван Бекетов — бас, гитара, песни - Сергей Шамин — клавиши, бэк-вокал, песни - Юрий Петров — барабаны |
| 1989 | приходит Олег Кузнецов — шоудэнс |
| 1990 | уходит Олег Кузнецов |
| 1998 | уходит Сергей Шамин уходит Юрий Петров приходит Александр Куркин — мандолина, бас, перкуссия |
| 2000 | приходит Михаил Ларионов — духовые, струнные, шумовые, самодельные приходит Татьяна Свириденко — клавишные, бэк-вокал |
| 2001 | приходит Тимофей Колышкин — барабаны уходит Александр Куркин уходит Иван Бекетов |
| 2002 | уходит Тимофей Колышкин |
| 2004 | приходит Мария Ларионова — перкуссия, клавишные приходит Павел Бахарев — барабаны |
| 2007 | уходит (из жизни) Михаил Ларионов приходит Юрий Стрепетов — труба, валторна приходит Александр Теплов — кларнет, бонги |
| 2009 | уходит Мария Ларионова уходит Юрий Стрепетов |
| 2013 | уходит Александр Теплов приходит Александр Леонов — саксофон, флейта, бонги уходит Павел Бахарев |
| 2014 | приходит Александр Михайлов — барабаны возвращается (для нескольких концертов) Александр Теплов — кларнет, перкуссия |
| 2015 | возвращается Павел Бахарев — соло гитара уходит Александр Леонов — саксофон, флейта, губная гармошка, перкуссия уходит Татьяна Свириденко — клавишные, вокализ, шейкер                                                    |
| 2019 | уходит Александр Михайлов — барабаны приходит Алексей Морозов — барабаны |
| 2021 | уходит Павел Бахарев — соло гитара, бэк-вокал уходит Алексей Морозов — барабаны |
| 2024 | возвращается Павел Бахарев — соло гитара, бэк-вокал |
| 2024 | - Николай Ковалёв — вокал, гитара, бас, клавиши, программирование, песни - Сергей Караваев — бас, бэк-вокал, гитара, клавиши, песни - Павел Бахарев — соло гитара, бэк-вокал                                              |

## Дискография

### Альбомы
- 1987 — Воробьиный твист (демо-версия, студийный вариант вышел в 2022 году)
- 1988 — Опавший день (демо-версия, студийный вариант вышел в 2022 году)
- 1988 — Время голодных снов (демо-версия, студийный вариант вышел в 2023 году)
- 1989 — Дети блюза (демо-версия, студийный вариант вышел в 2024 году)
- 1990 — Жертвоприношение
- 1991 — Блаженный туман
- 1991 — Ветхая радость
- 1992 — Зовущая в даль
- 1992 — 12 1/2 месяцев
- 1993 — Хранитель огня
- 1994 — Проснувшись среди цветов (remix)
- 1994 — Злой, плохой…
- 1995 — Транс
- 1996 — Суицидальный террор
- 1997 — Life-10-live
- 1997 — Реинкарнация чувств
- 1998 — Лес
- 1999 — Трина13дцатый
- 2000 — Секретный
- 2001 — Тот берег & Упадание (soundtracks)
- 2002 — Коды 1987—2002
- 2002 — Оркестр тишины одиноких ветров
- 2003 — FM-acoustic
- 2004 — Час таинства
- 2005 — Периферийное зрение
- 2006 — Дежурство участкового Клочкова
- 2007 — Миноры весны
- 2008 — Сейф mp3 2000—2008
- 2009 — Долгий и горячий
- 2010 — Все печали мира
- 2011 — Имя музы
- 2012 — Омут туманов (альбом-книга)
- 2013/2014 — Кувшинок бледных хоровод
- 2015 — The Safe
- 2016 — Несовершенен
- 2017 — Отмыкая Сейф Трибьют
- 2017 — Круть!
- 2019 — На краю сердца (песни для сериала Вокально-криминальный ансамбль)
- 2020 — Суггестия ароматов
- 2021 — Фантастический день
- 2022 — Воробьиный твист (альбом 1987, запись 2022)
- 2022 — Один Live
- 2022 — Опавший день (альбом 1988, запись 2022)
- 2023 — Во внутренней эмиграции
- 2023 — Время голодных снов (альбом 1988, запись 2023)
- 2024 — Соломинка
- 2024 — Дети блюза (альбом 1989, запись 2024)
- 2025 — Улица Мира

### Синглы / Промо / Раритеты
- 2007 — За песней дождя (promo cd)
- 2007 — Лето-пекло (single)
- 2007 — Секретный — live (акустический концерт 2000 года)
- 2010 — Сейф на Маяке (radio-live)
- 2010 — Белый танец бесконечный (single для журнала «Невеста»)
- 2011 — Время следить за небом (single на стихи Михаила Карасёва)
- 2012 — Новогодняя (New) (single)
- 2013 — Снежные сани смерти (single)
- 2013 — В капле лета (remastered 2013 single)
- 2013 — Цитируя дно (single)
- 2015 — Седьмой океан (single)
- 2015 — REmix 2000—2015 (digital compilation)
- 2016 — Музыка для выставки Шавката Абдусаламова
- 2017 — Тише и тише (cover БИ-2) (single)
- 2018 — Эхом-Богом (single)
- 2023 — Последний человек (cover БИ-2, Нечётный Воин 5) (single)
- 2023 — Уходит рыбак (песни из фильма Человек-амфибия) (single)
- 2023 — Мы хотим танцевать (cover Кино) (single)
- 2024 — Соломинка (cover Алла Пугачёва) (single)
- 2024 — В бездонном заполночном зале (cover Артём Щукин) (single)
- 2025 — Пайцза танца (single)

### Ремастеринговое переиздание
- 2014 — Проснувшись среди цветов (1994) 2CD
- 2014 — Злой, плохой… (1994) 2CD
- 2015 — Транс (1995) 2CD
- 2016 — Имя музы (2011)
- 2016 — Тот берег & Упадание (2001)
- 2016 — Суицидальный террор (1996) 2CD
- 2017 — Реинкарнация чувств (1997) 2CD

### Участие в сборниках
- 2004 — Музыка палехских зим (литературно-музыкальный сборник)
- 2004 — Она всех прекрасней (remixes)
- 2006 — Она всех прекрасней (singles & remixes)
- 2007 — Охота — 19 (Bomba-Piter Inc.)

### Видеоклипы
- 1990 — Параноидальные Сны
- 1991 — Покой
- 1993 — Слёзы
- 1994 — Злой, Плохой…
- 1997 — Убегаю
- 2014 — Седьмой Океан
- TBA — Седьмое измерение
- 2017 — Мечты, Как Крылья Птиц
- 2017 — Навсегда Сейчас
- 2017 — Полынь
- 2019 — Эхом-Богом
- 2019 — Стоп Вор!
- 2019 — Союз-Аполлон
- 2020 — Перепутица
- 2020 — Дрожат
- 2020 — Представь (Диктатор Сгинул)
- 2021 — Big Bada Boom
- 2022 — Свободный Ручей
- 2022 — Печальный День
- 2022 — Одиночество
- 2022 — Выстрел Каракозова
- 2022 — Канава
- 2023 — Дышать!
- 2023 — В Переулках
- 2023 — Уходит Рыбак (из к/ф Человек-амфибия) feat. оркестр В.Кирасирова
- 2024 — Соломинка
- 2024 — Любовь и сэкс
- 2024 — Обыватели
- 2025 — Пайцза танца

### Live
- 1994 — Тот, кто движется тайно (Remastered 2014)
- 1995 — Sound of underground (Remastered 2015)
- 1996 — Суицидальный террор Live (Remastered 2016)
- 1997 — РЕ97 (Remastered 2017)
- 1997 — Live — 10 — live
- 2003 — FM — acoustic
- 2007 — Сейф — 25. Юбилейный концерт
- 2018 — Сейф. Круть! Live (Юбилейный концерт к 30-летию)
- 2020 — Сейф. Космический концерт
- 2022 — Сейф — Один Live

### Художественные фильмы
- 1999 — Упадание (Remastered 2009)
- 2000 — Тот берег (Remastered 2010)
- 2010 — Twin Peaks: Crime and punishment (короткометражка)
- TBA — Преступление и наказание (в работе)

### Документальные фильмы
- 1997 — Сейф. Антология 1987—1997
- 2000 — 100 лет Палехской больнице
- 2002 — Сейф — 15